# Cicha Sosna
Cicha Sosna (ros: Тихая Сосна) – rzeka w Rosji, przepływająca przez obwody biełgorodzki i woroneski, prawy dopływ Donu. Długość 161 km, powierzchnia dorzeczy 4350 km ².